# El Castell de Santa Maria
El Castell de Santa Maria es una entidad de población española del municipio de San Guim de Freixanet, perteneciente a la provincia de Lérida, en la comunidad autónoma de Cataluña. En 2022, la entidad singular de población tenía empadronados once habitantes y el núcleo de población, diez.